# Collien Ulmen-Fernandes
Collien Ulmen-Fernandes (nac. Fernandes, Hamburgo, 26 de septiembre de 1981) es una presentadora de televisión, actriz, autora y modelo alemana. 

## Biografía

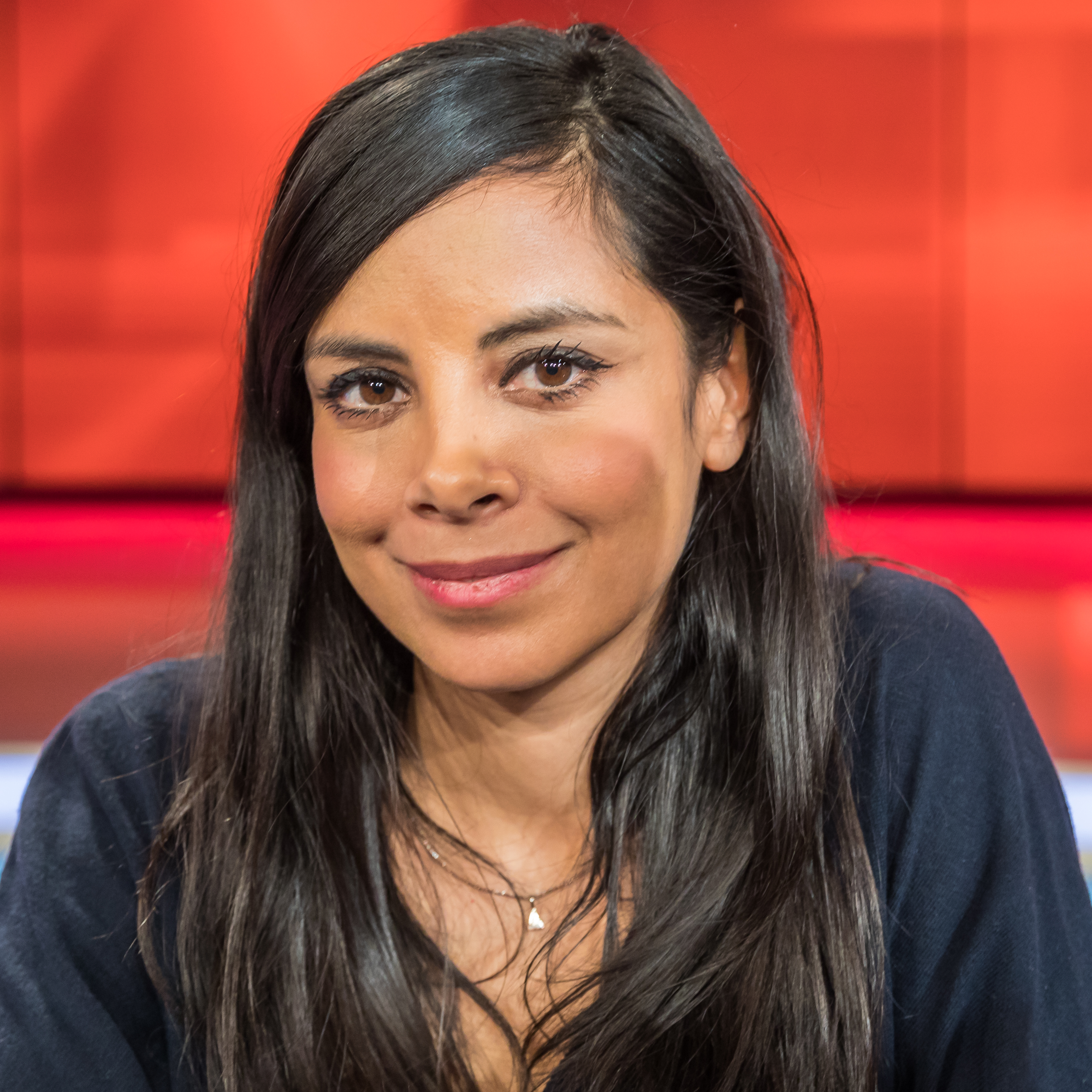
Collien Fernandes (2019).

Es hija de padre portugués originario de Goa (India) y de madre húngara. Tiene una hermana menor llamada Elaine. Collien fue miembro de las bandas Yam Yam y Suco e Sol. También es presentadora de televisión para el canal VIVA y actriz.

## Carrera
En 2003 formó parte del elenco principal de actores de la película "Autobahnraser".
En 2004, Collien Fernandes coprotagonizó la película alemana Nacht der lebenden, junto con Tino Mewes, Manuel Cortez y Thomas Schmieder. Posteriormente interpretó el personaje principal de Sam en la película "Snowfever". En 2007 actuó en dos películas más, "Ossis Eleven" y "Ausbilder Schmidt". También hizo algunas teleseries como "Liebesleben" (SAT.1), "SOKO 5113" (ZDF), "bis in die Spitzen" (SAT.1), "Schulmädchen" (RTL), "Paare" (SAT.1) o "Kings of Comedy" (RTL).
Ha trabajado para diferentes cadenas de televisión como presentadora, tales como MTV (Fashion Zone), Vox (Fit for Fun TV), Viva (Viva Live, Top 100, Straßencharts, Specialcharts, Retrocharts, Liebe Sex und Vídeos, Are you hot, Inside, etc), RTL 2 (Bravo TV, The Dome), DSF (Maxim TV) y Pro 7 (Wok-WM, TV Total on ice).
Collien fue elegida como la "Mujer del Año" en 2003 y 2006 por los lectores de la edición alemana de la revista Maxim; en cuatro ocasiones ha sido portada de la edición alemana de esta revista. También ha aparecido en las ediciones de Maxim EE. UU., Ucrania, Rusia, España, etc.
Anteriormente también apareció como bailarina de fondo en los vídeos de artistas famosos como Shaggy, Modern Talking y Enrique Iglesias.
Tiene una serie de contratos publicitarios con empresas como Ferrero, Mercedes Benz, Otto y Ticketonline.